# Магдалена Форсберг
Магдалена Форсберг е бивша шведска ски бегачка и биатлонистка.
Доминира в състезанията за Световната купа по биатлон в периода 1997 – 2002 г., печелейки рекордните 6 поредни титли. Тя е 6-кратна световна шампионка и 2-кратна бронзова медалистка от зимни олимпийски игри.
Омъжена е за шведския биатлонист и ски бегач Хенрик Форсберг от 1996 г.

## Ски бягане
Форсберг се състезава в ски бягането от 1988 до 1996 г.
Най-добрите ѝ постижения са на Олимпиадата в Албервил през 1992 г., където завършва 7-а в щафетата 4 x 5 km и 26-а в дисциплината 15 km.
Най-доброто ѝ индивидуално класиране в стартове за световното първенство по северни дисциплини e 10-о място на 30 km в Лахти през 1989 г., а в стартовете за Световната купа има 2-ро място на 10 km във Финландия през 1988 г.
Участва в състезанията по биатлон и ски бягане в зимните олимпийски игри в Нагано през 1998 г.

## Биатлон
Форсберг участва в състезания по биатлон от 1993 до 2002 г. Печели 6 поредни титли в Световната купа от 1997 до 2002. На световни първенства 6 пъти е шампионка, 1 път е 2-ра и 5 пъти 3-та. Печели 2 бронзови медала на олимпийските игри в Солт Лейк Сити 2002. Рекордьорка е по брой спечелени състезания за Световната купа при жените.